# Hiroyuki Tsujiya
Hiroyuki Tsujiya (辻谷浩幸?, Tsujiya Hiroyuki; Urawa, 20 maggio 1962) è un allenatore di calcio ed ex calciatore giapponese, di ruolo centrocampista.

## Carriera

### Club
Dopo il diploma ottenuto al liceo di Tekyo fu assunto alla Mitsubishi Motors entrando, a partire dal 1981, nella sezione calcistica del circolo sportivo aziendale. Fino alla stagione 1991-92 disputò 131 incontri in massima serie (a cui ne vanno aggiunte altre 28 in seconda divisione, durante la stagione 1989-90), segnando nove reti.

### Nazionale
Conta una convocazione in Nazionale, in occasione di un incontro contro la nazionale del Qatar tenutosi il 24 febbraio 1983, venendo tuttavia schierato fra le riserve.

### Dopo il ritiro
Subito dopo il ritiro, avvenuto in concomitanza del passaggio al professionismo da parte del Mitsubishi Motors, fu assunto come tecnico del settore giovanile degli Urawa Red Diamonds, ricoprendo in seguito tale incarico anche per la Japan Football Association. Nei primi anni duemila fu nuovamente assunto negli Urawa Red Diamonds come viceallenatore, svolgendo questa mansione per due stagioni.

## Palmarès
- Japan Soccer League: 1

1982